# Суперкубок Бельгії з футболу 1980
Суперкубок Бельгії з футболу 1980 — 2-й розіграш турніру. Гра відбулася 1 серпня 1980 року між чемпіоном Бельгії клубом «Брюгге» та фіналістом кубка Бельгії клубом «Беверен». Останній взяв участь у матчі за суперкубок через відмову Бельгійської футбольної асоціації надати право виступу в турнірі аматорському клубу Ватершей Тор, який переміг у кубку Бельгії.
| Володар Суперкубка Бельгії 1980 |
| ------------------------------- |
|                                 |
| «Брюгге» Перший титул           |

## Матч

### Деталі
| 1 серпня 1980 |

| «Брюгге» | 1:1 пен. 4:3 | «Беверен» |
| -------- | ------------ | --------- |
| Кулеманс |              | да Куббер |

| Ейзель, Брюссель |